# Nakatosa
Nakatosa (中土佐町?) è una cittadina giapponese della prefettura di Kōchi.